# Fédération nationale-socialiste pour l'éducation physique

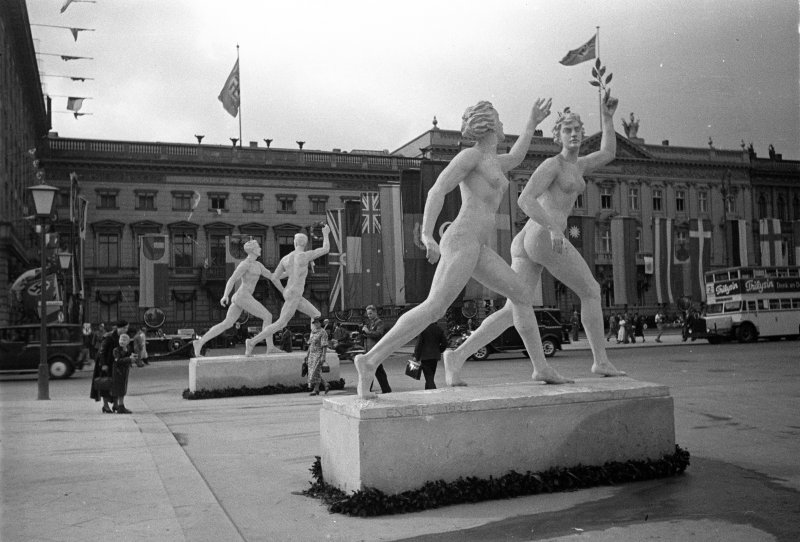
Monument sur le Champ des Sports du Reich à Berlin. La promotion des sports sous le régime nazi fut l'occasion de mises en scène théâtrales nationalistes et triomphalistes.

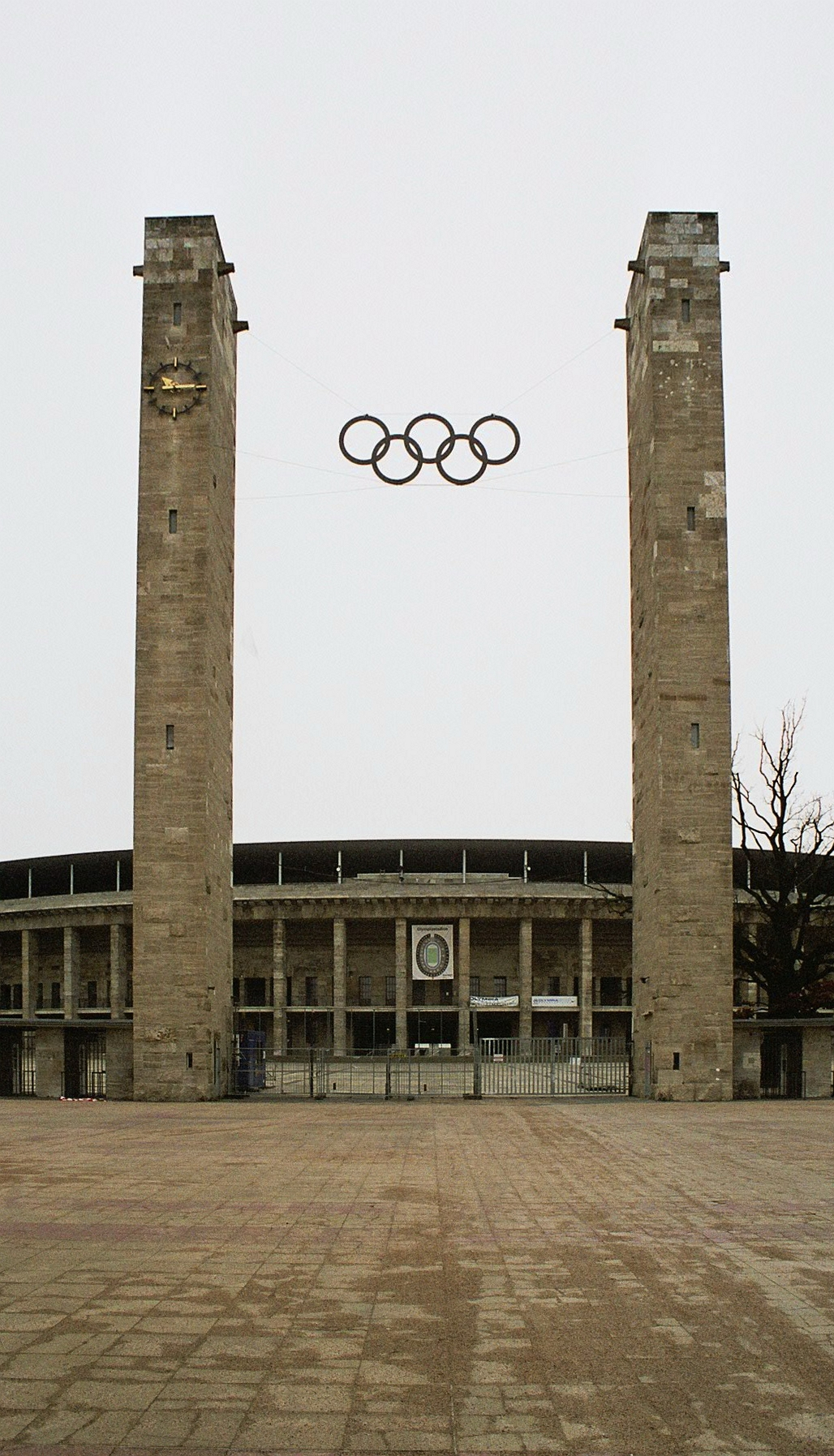
Porte de l'Olympiastadion de Berlin.

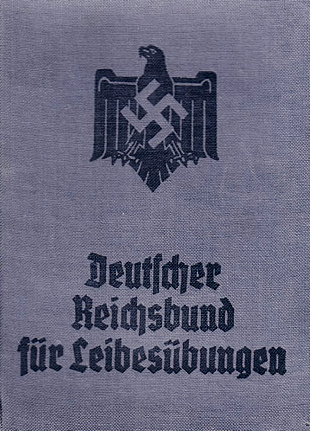
Couverture d'un carnet de membre du DRL. L'aigle germanique est devenu l'emblème du DRL après les JO de 1936.

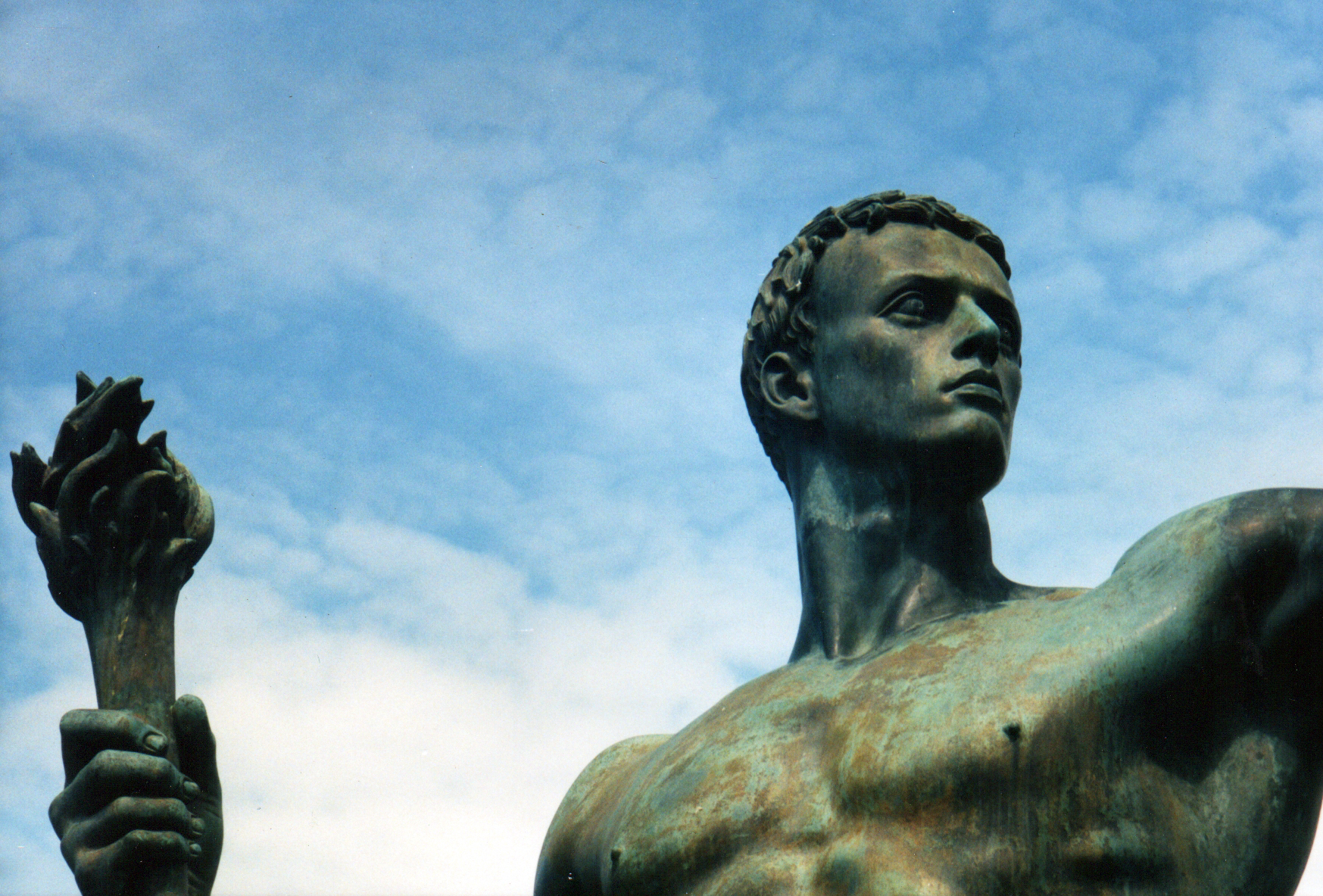
L'idée de « race supérieure » fut propagée par le biais de la promotion de l'éducation physique et des sports, afin de préparer son corps à être un guerrier pour le peuple.

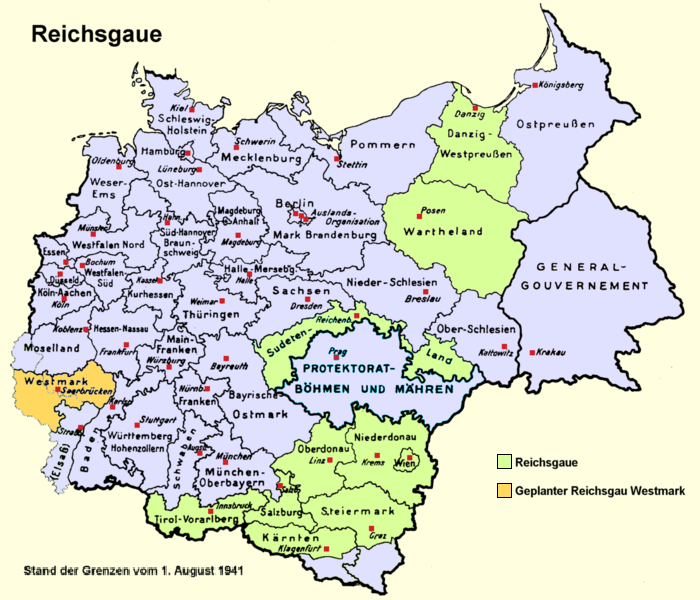
Les « Gaue » de la Grande Allemagne. Au fil de l'expansion du IIIe Reich, les territoires annexés de l'Autriche et d'une partie de la Tchécoslovaquie tombèrent aussi sous le contrôle du NSRL.

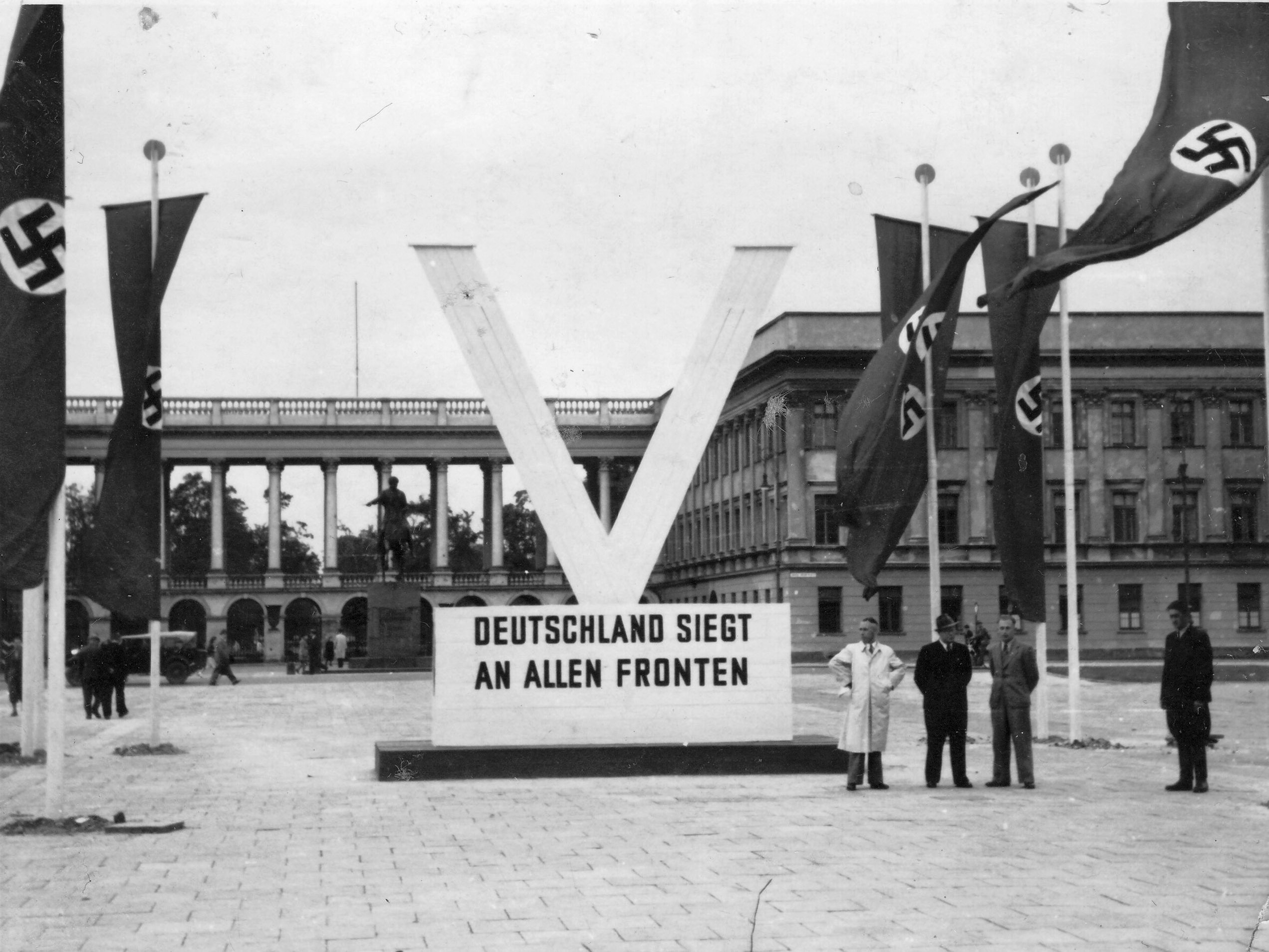
Propagande de guerre : « V - L'Allemagne gagne sur tous les fronts. » Illustration du triomphalisme guerrier du NSRL.

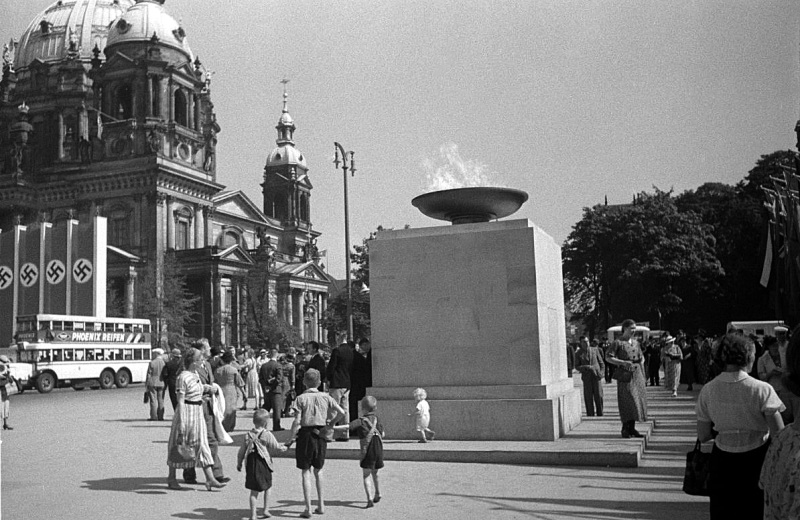
De nombreux aménagements faits par le DRL/NSRL restent employés. L'idée de Carl Diem : « le feu olympique à Berlin ».

Drapeau d'une Gau du NSRL

Le Nationalsozialistischer Reichsbund für Leibesübungen (NSRL), « Fédération nationale-socialiste pour l'éducation physique » (aussi connue sous l'appellation de Deutscher Reichsbund für Leibesübungen - DRL), jusqu'à 1938, était l'organe de gestion et de contrôle des activités sportives au sein du Troisième Reich.
Le NSRL était dirigé par le Reichssportführer (haut-commissaire aux Sports), qui après 1934 présida aussi le Comité national olympique allemand. À la tête du NSRL, on eut successivement Hans von Tschammer und Osten (1933–1943), Arno Breitmeyer (1943–1944) et Karl Ritter von Halt (1944–1945).

## Histoire

### Organisations précédentes
L'organisation des Jeux olympiques d'été de 1916 avait été confiée à l'Empire allemand, plus exactement à la ville de Berlin. Mais en raison de la Première Guerre mondiale, les JO furent annulés. Le Deutscher Reichsausschuss für Olympische Spiele (en français : « Commission impériale pour les Jeux olympiques ») était le pendant actuel du Comité national olympique allemand.
En 1917, le Deutscher Reichsausschuss für Olympische Spiele (DRA) fut renommé Deutscher Reichsausschuss für Leibesübungen (en français : « Commission impériale pour l'éducation physique »). Cet organisme était souvent désigné par son abréviation « DRL » (et plus rarement par « DRAfL »). Le changement d'appellation reflétait la protestation de l'Allemagne, exclue tout comme l'Autriche de la « famille olympique » à la suite de l'intervention des autres grandes puissances qu'étaient l'Angleterre [réf. souhaitée], la France et la Russie.
Le Deutscher Reichsausschuss für Leibesübungen fut dirigé par Theodor Lewald alors que Carl Diem en était le Secrétaire Général. Même si cet organisme se présentait comme une organisation pangermanique du sport, elle ne regroupait pas toutes les fédérations ou activités sportives d'Allemagne. Un grand nombre de clubs, surtout ceux issus du monde ouvrier, ne rejoignirent pas le « DRA ». 
Après l'arrivée au pouvoir du parti nazi et la rapide transformation de l'Allemagne en un État totalitaire, en mars 1933, toutes les associations sportives d'obédience, ou en rapport, avec les milieux sociaux-démocrates, communistes, socialistes ou même religieux furent immédiatement interdites. Cette interdiction visa surtout les clubs et associations (très nombreux) issus du monde ouvrier. Ceux-ci furent priés de se dissoudre avant la fin du premier semestre 1933. Les clubs venant des milieux conservateurs nationalistes et de la bourgeoisie furent encore autorisés à poursuivre leurs activités jusqu'à l'année suivante.
Le 12 avril 1933, Theodor Lewald démissionna de son poste de président du DRA après qu'il fut révélé qu'il avait une grand-mère juive.
Le ministre nazi de l'intérieur, Wilhelm Frick, interféra dans le processus d'élection d'un nouveau président. Un triptyque d'hommes influencés prit la décision : en avril 1933, Hans von Tschammer und Osten, personnage jusque-là très peu connu du sport allemand fut nommé Reichskommissar für Turnen und Sport (Haut-Commissaire du Reich pour la Gymnastique et les Sports). Von Tschammer voulut tout de même conserver son prédécesseur au sein de l'organe gérant le sport. Ainsi quelques années plus tard, il voulut placer Theodor Lewald comme président du Comité d'organisation des Jeux olympiques de Berlin.
Hans von Tschammer und Osten était un leader des Sturmabteilung (ou SA) et un des premiers partisans du nazisme. Au nom de la Gleichschaltung (uniformisation), il démantela le Deutscher Reichsausschuss für Leibesübungen, le 5 mai 1933 (officiellement le 10). Von Tschammer fut ainsi élevé au rang de Reichssportführer, le 19 juillet. Toute la sphère sportive allemande était placée sous sa coupe.

### Sports et propagande nazie: l'idéal aryen
Le Deutscher Reichsbund für Leibesübungen (DRL) fut établi le 27 juillet 1934 comme l’organe directeur officiel du sport et de l’éducation physique du IIIe Reich. Il devint rapidement un puissant élément d’influence et de propagande du régime nazi auprès de la population allemande.
Dès après la création du DRL, les autres organismes sportifs perdirent peu à peu leur liberté et furent englobés en tant que composants du DRL (« Fachämter »). L’une des associations les plus prestigieuses, la Fédération allemande de football (Deutsches Fussball Bund, DFB) y fut notamment intégrée sous le nom de Fachamt Fußball et en perdit son indépendance,.
Le but de H. von Tschammer avec la DRL était de construire une gigantesque structure à laquelle toutes les associations sportives devaient se soumettre. Sa vision était que l’exercice physique « améliorait le moral et la productivité des travailleurs allemands » et était une source de fierté nationale (nationaliste) pour eux. Les habiletés sportives furent transformées en critères de cotation scolaire autant que certaines qualifications pour obtenir un travail, ou être admis à l’université . Parmi les mesures controversées du ministère nazi des sports, il y eut la mise sur pied d’événements massifs (Reichssportfest) lors du dimanche de la Trinité. Ce fait choqua les milieux catholiques conservateurs.
En 1935, le journaliste Guido von Mengden (en) fut nommé responsable des relations publiques du DRL. Il devint le conseiller personnel du Reichssportführer en 1936. Nazi convaincu, von Mengden devint rédacteur en chef de NS-Sport, la publication officielle du ministère.
D’autres publications de DRL/NSRL furent Dietwart, un magazine contenant d’excellentes illustrations [réf. souhaitée] et Sport und Staat (Sports et État), un imposant ouvrage en quatre volumes de pure propagande nazie concernant l’organisation sportive du IIIe Reich. Sport und Staat fut rédigé par Arno Breitmeyer et le photographe personnel de Hitler Heinrich Hoffmann. Le tout était richement illustré de photos et d’informations sur diverses organisations nazies. L’impression débuta en 1934 mais finalement seuls les volumes 1 et 2 furent édités.
Les buts de la promotion des sports au sein du IIIe Reich inclurent le martèlement des esprits de la population pour développer ses sentiments nationalistes et la convaincre qu’elle vivait dans un grand pays. Cela faisait partie des idéaux de Friedrich Ludwig Jahn, considéré comme le père des exercices physiques : qui améliorent et connectent le corps et l’esprit tout en mettant en avant l’idéologie d’une Allemagne unifiée et forte  Une des manœuvres les plus controversées de la DRL fut la permanente démonstration de la prétendue supériorité de la race aryenne. 
Hans von Tschammer mit sur pied d’imposantes manifestations qui non seulement proposaient des activités sportives mais étaient aussi et surtout des exhortations du nationalisme allemand. Les mises en scène soulignaient la beauté esthétique de la race nordique jumelée avec l’engagement de la race aryenne supérieure. H. von Tschammer mit en place une politique d’exclusion raciale au sein des associations sportives. Les athlètes d’origine juive furent exclus et interdits de toute participation aux événements sportifs.

### Jeux olympiques de 1936: le zénith du NSRL
En 1936, Hans von Tschammer und Osten, à la tête de la DRL, joua un rôle majeur dans la structure et la coordination des Jeux olympiques à Berlin. Les JO furent les premiers à faire l’objet de retransmissions télévisées en direct. Même, si la télévision n’était pas encore très répandue, ce fut une occasion magnifique de vanter les mérites de l’idéal national socialiste et de ce que Hitler préconisait.
En tant que secrétaire général du comité d’organisation des Jeux de Berlin, Carl Diem, l’ancien secrétaire du Deutscher Reichsausschuss für Leibesübungen (DRA), l’organisme qui précéda le DRL/NSRL, devint le chef de l’organisation des Jeux de 1936. Par la suite, Diem occupa des postes importants au Ministère nazi de Sports. Il fut ainsi nommé chef du département étranger du DRL en 1939. Il fut ainsi responsable de la participation d’athlètes allemands à l’étranger et des affaires internationales du DRL.
Von Tschammer confia l’organisation des Jeux olympiques d’hiver à Garmisch-Partenkirchen à Karl Ritter von Halt, qu’il nomma président du comité d'organisation. Grâce au prestige qu’il en récupéra, Ritter von Halt fut ensuite élu membre du comité exécutif du Comité international olympique (CIO) en 1937. Une poste que convoitait von Tschammer mais qu’il n’obtint jamais.
« L’aigle allemand avec la svastika sur la poitrine »  qui servit de badge aux athlètes lors des Jeux de 1936 devint ensuite l’emblème officiel du DRL.
Le salut verbal « Heil Hitler ! » fut imposé par von Tschammer le 12 décembre 1936 en tant que salut officiel de toutes les organisations sportives qui seront mises en place par la suite. Ce salut nazi avait déjà été introduit trois ans auparavant par Josef Klein. Le 17 mars 1937, tous les athlètes allemands furent exhortés par Hans von Tschammer und Osten à rejoindre les jeunesses hitlériennes.
En 1937, deux matches amicaux de cricket (germanisé « Kricket » par le DRL) se déroulèrent à Berlin, entre une équipe allemande et l’équipe anglaise de Worcester [réf. souhaitée].

### Expansion de l'Allemagne: le début du déclin
L’annexion de l’Autriche (Anschluss) par l’Allemagne, en mars 1938, mit une fin prématurée à la Nationalliga, le championnat de football autrichien qui s’essayait au professionnalisme. De nombreux clubs furent dissous et beaucoup de joueurs partirent en exil. Toutes les associations sportives autrichiennes furent incorporées dans le système du DRL qui les regroupa dans la « Gau XVII », dirigée par le Gaufachwart Hans Janisch. 
Le salut hitlérien fut rendu obligatoire avant et après chaque compétition sportive. La gestion des équipes d’âge passa sous le contrôle des sections locales des Jeunesses hitlériennes.
Méprisé par le régime nazi, le professionnalisme dans le sport fut interdit par la « DRL » en mai 1938. Felix Linnemann (de), président de la DFB de 1925 à 1945, était un grand partisan de l’amateurisme sportif au sein du Troisième Reich. En 1940, la fédération de football déjà terriblement affaiblie était définitivement… hors-jeu .
Après la signature des Accords de Munich en septembre 1938, la Tchécoslovaquie fut rapidement liquidée en tant qu’État. Les équipes du Territoire des Sudètes furent regroupées dans la Gauliga Sudetenland. Le NSRL forma deux groupes en 1939, puis un 3e en 1941. Aucun des clubs de cette région ne réalisa de grands parcours en championnat de football. De leur côté, les équipes tchèques composèrent un championnat séparé : le « Championnat de Bohême-Moravie » . Ce ne fut qu’en 1943, qu’une Gauliga différente (la Gauliga Böhmen und Mähren) réservée aux équipes tchèques du Protectorat de Bohême-Moravie occupé par les Allemands fut créée par le NSRL.
Le dernier grand événement sportif organisé par le DRL fut la Deutsches Turn- und Sportfest de juillet 1938 (Fête allemande des Sports et de la Gymnastique) à Breslau (de nos jours Wroclaw, en Pologne). Ce fut l’occasion d’une énorme démonstration nationaliste sous le prétexte de célébrer le 125e anniversaire de la guerre de la Sixième Coalition (1812-1814) contre Napoléon Bonaparte et l’attribution de la première croix de fer à la ville de Breslau en 1813.
Le 21 décembre 1938, un décret signé par Adolf Hitler changea l’appellation de la DRL en Nationalsozialistischer Reichsbund für Leibesübungen (NSRL). Celle-ci se retrouva par ce fait élevée au rang d’organisation servant le parti nazi. Elle installa son siège à la Haus des Deutschen Sports dans le Reichssportfeld (Champs des Sports du Reich) à Berlin.

### Crépuscule et fin du NSRL
La Seconde Guerre mondiale modifia radicalement le rôle de la NSRL en Allemagne et dans les territoires tombés sous le contrôle de celle-ci. Durant les préparatifs de guerre, l'importance des exercices physiques déclinait pendant que le militarisme attirait la faveur de la société nazie allemande. Les démonstrations sportives massives dans les grandes villes qui jadis renforçaient et qui exacerbaient le nationalisme de la population furent remplacées par des parades militaires où défilaient les vaillants guerriers du Reich. Dans ces conditions même les meilleurs sportifs ne pouvaient plus rivaliser avec ces héros armés qui captivaient désormais l’attention des foules.
Après le déclenchement des hostilités, le NSRL continua, pendant une période, son rôle de propagande auprès de la jeunesse. Mais au fil des mois, l’atmosphère changea. De plus en plus d’Allemands, de plus en plus jeunes, partirent se battre aux quatre coins de l’Europe ou en Afrique du Nord. Alors le NSRL concentra ses activités sur la préparation et l’entraînement de manifestations régionales et locales avec les plus jeunes athlètes non encore incorporés dans les différentes composantes militaires.
Dès 1940, les fonds commencèrent à manquer et l’organisation de grandes manifestations (comme la semaine de la voile à Kiel) devint impossible. Le NSRL lança alors la vente de billets de loterie pour tenter de s’autofinancer.
L’influence de Hans Von Tschammer et ses pouvoirs commencèrent à s’effilocher. Il ne fut pourtant ni le témoin de l’écroulement de l’Allemagne nazie et de sa défaite, ni ne dut répondre de sa responsabilité dans l’entreprise totalitaire, guerrière et meurtrière des Nazis, car il mourut d’une pneumonie en mars 1943. Arno Breitmeyer, un autre ancien officier des SA lui succéda au poste de Reichssportführer.
Plus la guerre avança et moins l’activité sportive eut de l’importance. Elle finit même par devenir quasi inexistante. Cela était dû, en grande partie, à la pénurie de sportifs (partis au combat dès l’adolescence) et du manque d’argent. Les manifestations se limitèrent en divers endroits du front. La Tschammer Pokal, créée en 1935, ne fut même plus organisée après 1943. Puissant et terriblement efficace en termes de propagande avant la guerre, le NSRL n’avait pratiquement plus d’activités, donc plus d’influence notable.
Le 31 mai 1945, le Gouvernement militaire allié publia les lois spéciales rendant hors-la-loi l’ancien Parti nazi. Connu comme la « loi no 5 » [réf. souhaitée], ce décret de la dénazification démantela la le NSLR ainsi que toutes ses composantes et tous ses départements. Ce démembrement signifia que toutes les associations sportives durent à nouveau être reconstituées.

## Structure
Le NSRL/DRL chercha, en tant qu'organisme de direction, à contrôler et à intégrer toutes les activités sportives en Allemagne. La NSRL/DRL s'assura une solide organisation structurelle qui mit souvent en œuvre des manifestations nationalistes théâtrales, en correspondance avec les théories du parti nazi en rappelant constamment à la population allemande qu'elle faisait partie d'un pays immense, le Troisième Reich. Le paragraphe 2 des statuts du DRL disait : « Le but du Nationalsozialistischer Reichsbund für Leibesübungen (NSRL) est l'entraînement du corps et de l'esprit des Allemands, ensemble avec les associations membres par le biais d'exercices et en prenant soin de la conscience nationale (Volksbewußtsein) dans l'esprit de l'État national-socialiste. »
En comparant les méthodes employées et les buts recherchés, et en laissant de côté l'idéologie, on peut considérer que le système du NSRL/DRL se montra très efficace. Les Jeux Olympiques de 1936 furent l'un des événements clés, fournissant de grandes opportunités de tester, et de montrer, ce que la bonne organisation de l'organe gouvernant le sport pouvait fournir. La pire des compétences du NSRL/DRL fut de parvenir à instiller un esprit d'unité et de fierté aussi bien chez les sportifs et sportives allemand(e)s que chez leurs supporters. Et même si on ne peut l'accepter moralement, de nombreuses pratiques et améliorations du NSRL/DRL dans le sport restent en usage de nos jours au sein des organisations sportives.

### Par sport
| - Département 1 : Gymnastique artistique, gymnastique et sports d'été (1) - Département 2 : Football, rugby et cricket - Département 3 : Athlétisme (disciplines légères : courses, sauts) - Département 4 : Handball - Département 5 : Natation - Département 6 : Athlétisme (disciplines lourdes : lancers, épreuves multiples) - Département 7 : Boxe - Département 8 : Escrime | - Département 9 : Hockey - Département 10 : Tennis - Département 11 : Aviron - Département 12 : Canoë - Département 13 : Patinage sur glace et sur roulettes - Département 14 : Ski - Département 15 : Cyclisme |

Aux côtés des départements repris ci-avant, certaines compétences du NSRL en tant que « fédération » existent encore de nos jours :
| - 16. « Deutscher Segler-Verband » - Voile - 17. « Deutscher Bergsteiger-Verband » - Escalade - 18. « Deutscher Wanderverband » - Randonnée, marche - 19. « Deutscher Kegler-Bund » - Bowling - 20. « Deutscher Schützen-Verband » - Tir | - 21. « Deutscher Golf-Verband » - Golf - 22. « Deutscher Bob- und Schlittensport-Verband » - Bobsleigh, luge et skeleton - 23. « Deutscher Tisch-Tennis-Bund » - Tennis de table - 24. « Deutscher Amateur-Billard-Verband » - Billard |

(1) Les « sports d'été » incluaient les activités suivantes, considérées comme des sports gymniques en Allemagne : le Schlagball (une version allemande du baseball), le Fistball, Korbball (une sorte de basket-ball), le Schleuderball et le Ringtennis.

### Par région
La structure régionale du NSRL suivit le modèle du parti nazi. Souvent, une ou deux gaue étaient comprises dans une région.
| - Région 1 : Province de Prusse-Orientale - Région 2 : Poméranie - Région 3 : Berlin-Province de Brandebourg - Région 4 : Province de Silésie - Région 5 : Province de Saxe - Région 6 : Mitte (1) - Région 7 : Nordmark (2) - Région 8 : Basse-Saxe - Région 9 : Province de Westphalie - Région 10 : Bas Rhin allemand - Région 11 : Rhin moyen | - Région 12 : Hesse - Région 13 : Sud-Ouest (3) - Région 14 : Bade - Région 14a : Alsace - Région 15 : Wurtemberg-Hohenzollern - Région 16 : Bavière - Région 17 : Ostmark (4) - Région 18 : Territoire des Sudètes - Région 19 : Reichsgau de Danzig-Prusse occidentale - Gau Wartheland |

(1) Thuringe, Anhalt et la province de Saxe. — (2) Schleswig-Holstein, Hambourg et Mecklembourg. — (3) Le Palatinat et à partir de 1935 la Sarre. — (4) Autriche à partir de 1938.

### Répartition des membres
Le 1er janvier 1937, le Nationalsozialistischer Reichsbund für Leibesübungen comptait 45 096 associations regroupant 3 582 776 membres (517 992 femmes et 3 064 784 hommes). Le 1er avril 1939, il y avait encore 44 622 associations regroupant 3 668 206 membres(dont 526 084 femmes). 
Les différents sports répertoriés étaient :
| Sport                     | Associations / sections | Total pratiquants | dont femmes |
| ------------------------- | ----------------------- | ----------------- | ----------- |
| 1. Gymnastique artistique | 12 773                  | 662 567           | 234 190     |
| 2. Football               | 10 928                  | 483 302           | 0           |
| 2. Rugby                  | 52                      | 1 925             | 0           |
| 2. Cricket                | 6                       | 88                | 0           |
| 3. Athlétisme             | 7 366                   | 268 183           | 58 817      |
| 4. Handball               | 4 774                   | 152 943           | 14 229      |
| 4. Basket                 | 156                     | 3 396             | 522         |
| 5. Natation               | 2 643                   | 129 142           | 41 482      |
| 6. Haltérophilie          | 809                     | 12 777            | 0           |
| 6. Lutte                  | 748                     | 15 263            | 0           |
| 6. Jiu-jitsu              | 220                     | 7 957             | 68          |
| 7. Boxe                   | 872                     | 17 904            | 0           |
| 8. Escrime                | 548                     | 9 088             | 2 505       |
| 9. Hockey                 | 411                     | 20 446            | 5 748       |
| 10. Tennis                | 1 840                   | 79 932            | 40 361      |
| 11. Aviron                | 757                     | 49 942            | 11 433      |
| 12. Canoë                 | 1 155                   | 45 652            | 8 183       |
| 13. Patinage sur glace    | 369                     | 13 944            | 4 907       |
| 13. Patin à roulettes     | 142                     | 4 409             | 2 364       |
| 14. Ski                   | 2 099                   | 88 395            | 26 793      |
| 15. Cyclisme              | 2 951                   | 61 131            | 5 093       |
| 16. Voile                 | 460                     | 19 069            | 832         |
| 17. Escalade              | 510                     | 168 450           | 28 536      |
| 18. Randonnée (marche)    | 2 961                   | 198 346           | 30 683      |
| 19. Bowling               | 1 049                   | 50 325            | 2 848       |
| 20. Tir                   | 14 310                  | 418 404           | 2 730       |
| 21. Golf                  | 59                      | 3 953             | 1 401       |
| 22. Bobsleigh             | 21                      | 311               | 29          |
| 22. Luge et skeleton      | 67                      | 2 197             | 682         |
| 23. Tennis de table       | 777                     | 15 810            | 3 937       |
| 24. Billards              | 246                     | 5 046             | 67          |

[réf. souhaitée]
Numbering according to departments and departmental federations.

## Événements
Des compétitions des sports individuels furent organisées par les fédérations concernées. Les plus importantes furent :
- Les 4es Deutsche Kampfspiele, du 23 au 29 juillet 1934, à Nuremberg
- La Deutsches Turn- und Sportfest, du 26 au 31 juillet 1938, à Breslau

## Trophées
- L'actuelle DFB-Pokal fut initiée par les nazis. Jouée entre  1935 et 1943, elle porta le nom de Tschammer-Pokal.
- Le trophée amateur Länderpokal de la DFB, créée en 1909 porta le nom de Reichsbundpokal entre 1935 et 1942.

## Sources et liens externes
- Notices d'autorité :   - VIAF
  - GND

Article ad hoc sur Wikipédia en anglais.
- Anti-Semitism at the 1936 Olympics.
- Arno Breitmeyer & Heinrich Hoffmann, Sport und Staat. Im Auftrage des Reichssportführers (2 volumes).
- Werner Gärtner, Volk in Leibesübungen. Deutsches Turn- und Sportfest, Breslau 1938. Commissioned by the Reichssportführer.
- Guido Von Mengden, Umgang mit der Geschichte und mit Menschen, Verlag Bartels & Wernitz.
- Friedrich Mildner, Olympia 1936 und die Leibesübungen im Nationalsolzialistischen Staat, Buchvertrieb der Olympiade, Berlin 1936 (2 vols).
- Paul Wolff, Was ich bei den Oympischen Spielen sah, Karl Specht Verlag, Berlin 1936.
- Carl Diem, Das Olympiadebuch, Leipzig.
- Heinrich Hoffmann, Die Olympischen Spiele 1936, 1936.
- Willi Fr. Könitzer, Olympia 1936, published by the Reichssportverlag, Berlin 1936.
- Konrad Sczygiol (Hrsg.), Deutscher Turner-Bund. Seine Gründung, Francfort/Tübingen 1950.
- Dieter Steinhöfer, Hans von Tschammer und Osten; Reichssportführer im Dritten Reich, Berlin/Munich/Francfort, 1973  (ISBN 3870399457 et 978-3870399450).